# Heini Schreurs
Heini Schreurs (Venlo, 30 september 1929 - aldaar, 21 augustus 2012) was een Nederlands voetballer die doorgaans inzetbaar was als linkermiddenvelder.
Scheurs speelde voor amateurclub VVV toen in 1954 het proefvoetbal in Nederland ingevoerd werd door de NBVB. Hij koos voor Sportclub Venlo '54 en was als invaller actief tijdens de allereerste profwedstrijd in Nederland tussen Alkmaar '54 en Venlo. Nadat de NBVB in november 1954 fuseerde met de KNVB stapte Scheurs over naar N.E.C. waar hij in 1955 tot 16 wedstrijden kwam. Hierna speelde hij nog voor amateurclub VV VOS. Na zijn spelersloopbaan was Scheurs als trainer actief in het Venlose amateurvoetbal.

## Profstatistieken
| Seizoen         | Club            | Competitie      | Competitie | Competitie | Beker | Beker | Overige | Overige | Totaal | Totaal |
| Seizoen         | Club            | Competitie      | Wed.       | Dlp.       | Wed.  | Dlp.  | Wed.    | Dlp.    | Wed.   | Dlp.   |
| --------------- | --------------- | --------------- | ---------- | ---------- | ----- | ----- | ------- | ------- | ------ | ------ |
| 1954            | SC Venlo '54    | NBVB            | 5          | 0          | —     | —     | —       | —       | 5      | 0      |
| 1954/55         | N.E.C.          | Eerste klasse C | 13         | 1          | —     | —     | —       | —       | 13     | 1      |
| 1955/56         | N.E.C.          | Eerste klasse A | 3          | 0          | —     | —     | —       | —       | 3      | 0      |
| Carrière totaal | Carrière totaal | Carrière totaal | 21         | 1          | 0     | 0     | 0       | 0       | 21     | 1      |